# Jaskinia Berkowa
Jaskinia Berkowa – jaskinia na wzgórzu Kołoczek na Wyżynie Częstochowskiej. Znajduje się we wsi Kroczyce w województwie śląskim, powiecie zawierciańskim, w gminie Kroczyce, w obrębie rezerwatu przyrody Góra Zborów.

## Opis obiektu
Jaskinia Berkowa znajduje się w skale Wielki Dziad na szczycie Kołaczka Na skale tej uprawiana jest wspinaczka skalna. Ma dwa otwory. Soczewkowaty otwór wschodni o szerokości około 10 m i wysokości do 3 m znajduje się pod niskim okapem poniżej poziomu terenu. W okapie są liczne krasowe jamki i wymycia. Za otworem jest niska salka, a w jej tylnej lewej części znajduje się bardzo niskie wejście do korytarza, który w środkowej części rozszerza się, tworząc salkę o wymiarach 6 × 6 m i wysokości do 8 m. W jej stropie znajdują się koliste wymycia. W końcowej części korytarza znajdują się dwa trudne zaciski. Po zachodniej stronie Wielkiego Dziada korytarz wyprowadza do studzienki, której górny otwór znajduje się pod ogromnym okapem o wysięgu około 10 m.
W środkowej części jaskini jest całkowicie ciemno. Namulisko jaskiniowe jest obfite i składa się z gliny i wapiennego gruzu. Jaskinia ma klimat dynamiczny, mimo sporej długości we wnętrzu skały. Spowodowane to jest jej przelotowością – dwoma otworami na przeciwległych stronach skały.

## Historia poznania
Jaskinia znana była od dawna. Po raz pierwszy opisali ją K. Mazik i J. Lorek w 1979 r., oni też opracowali jej plan. W 1978 r. J. Rudnicki badał jej wymycia pod względem geologicznym. W 2009 r. pod kątem ochrony przyrody badał ją A. Tyc, a K. Stefaniak i inni dokonali pomiarów morfometrycznych.
Jaskinia Berkowa bywa odwiedzana przez turystów. Mogą nią jednak przejść tylko osoby szczupłe i bez klaustrofobii. Jest w niej tylko jedna salka, w której zmieści się więcej osób i można się wyprostować, poza tym wymaga czołgania się krętym korytarzem, bez możliwości wyminięcia się, a przejście przez zaciski jest sporym obciążeniem psychicznym. W węższych miejscach brak też możliwości zawrócenia lub wycofania się. Absolutnie niewskazane jest zwiedzanie jej samemu, wskazane też jest by ktoś dla bezpieczeństwa był na zewnątrz.

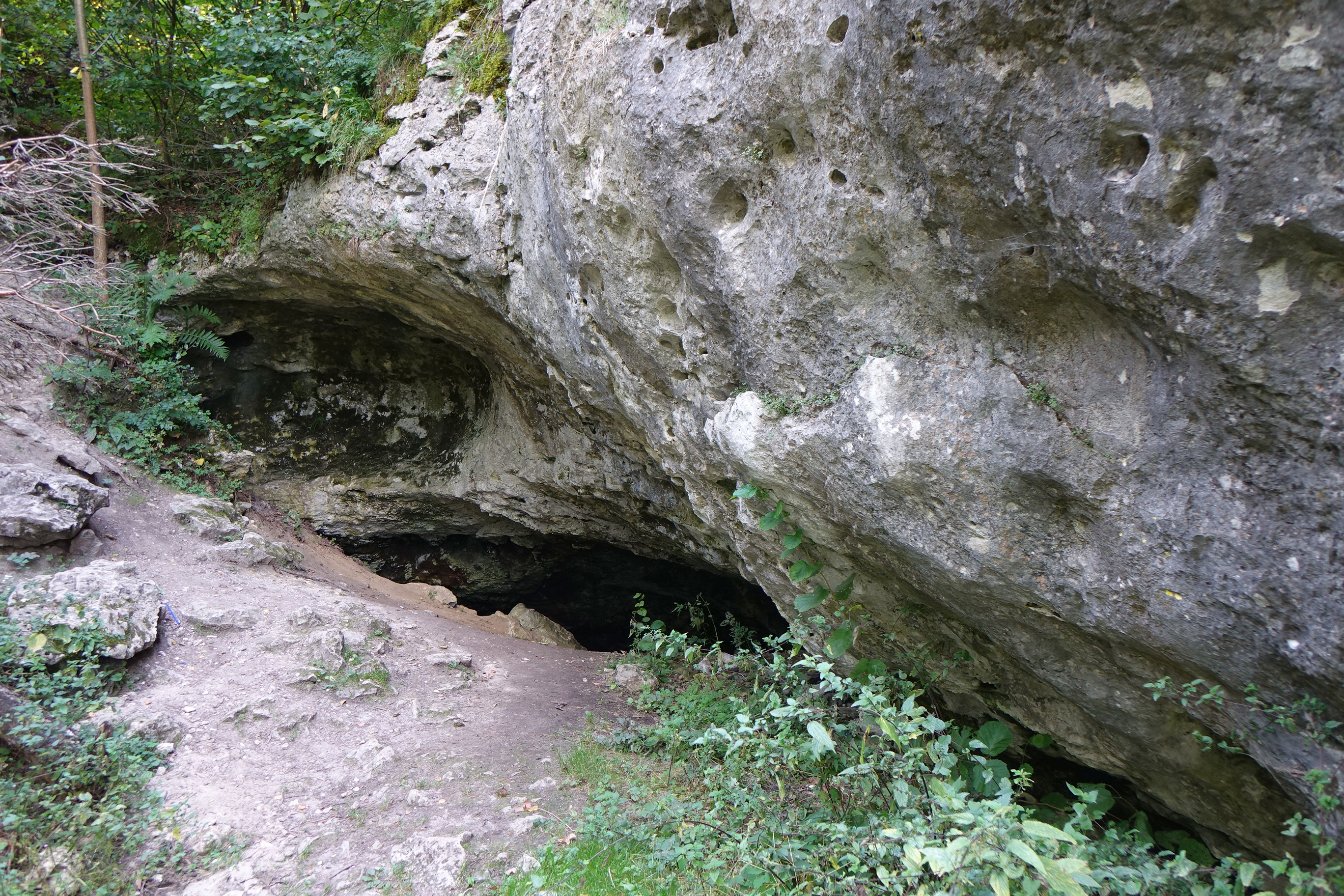
Otwór wschodni
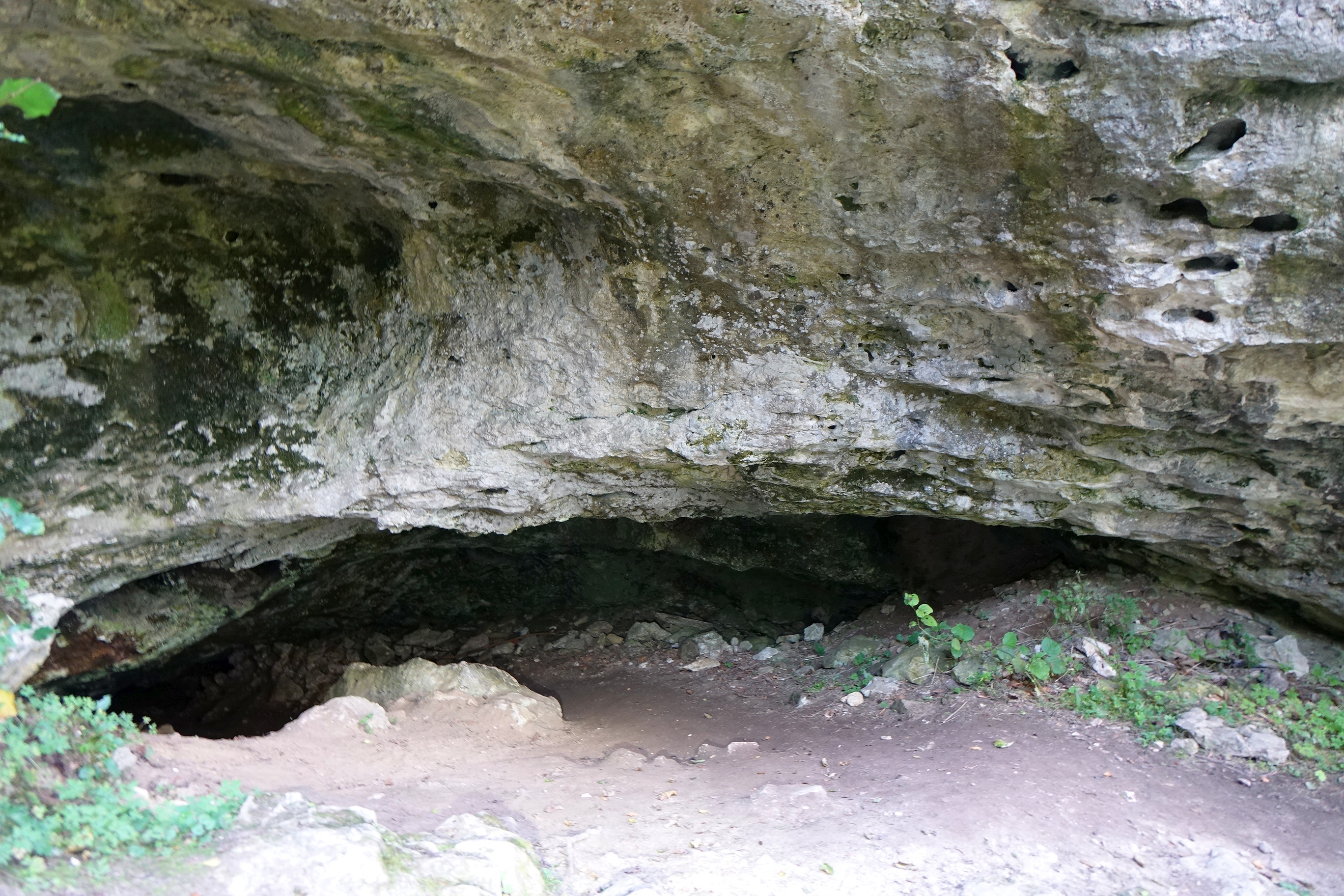
Otwór wschodni
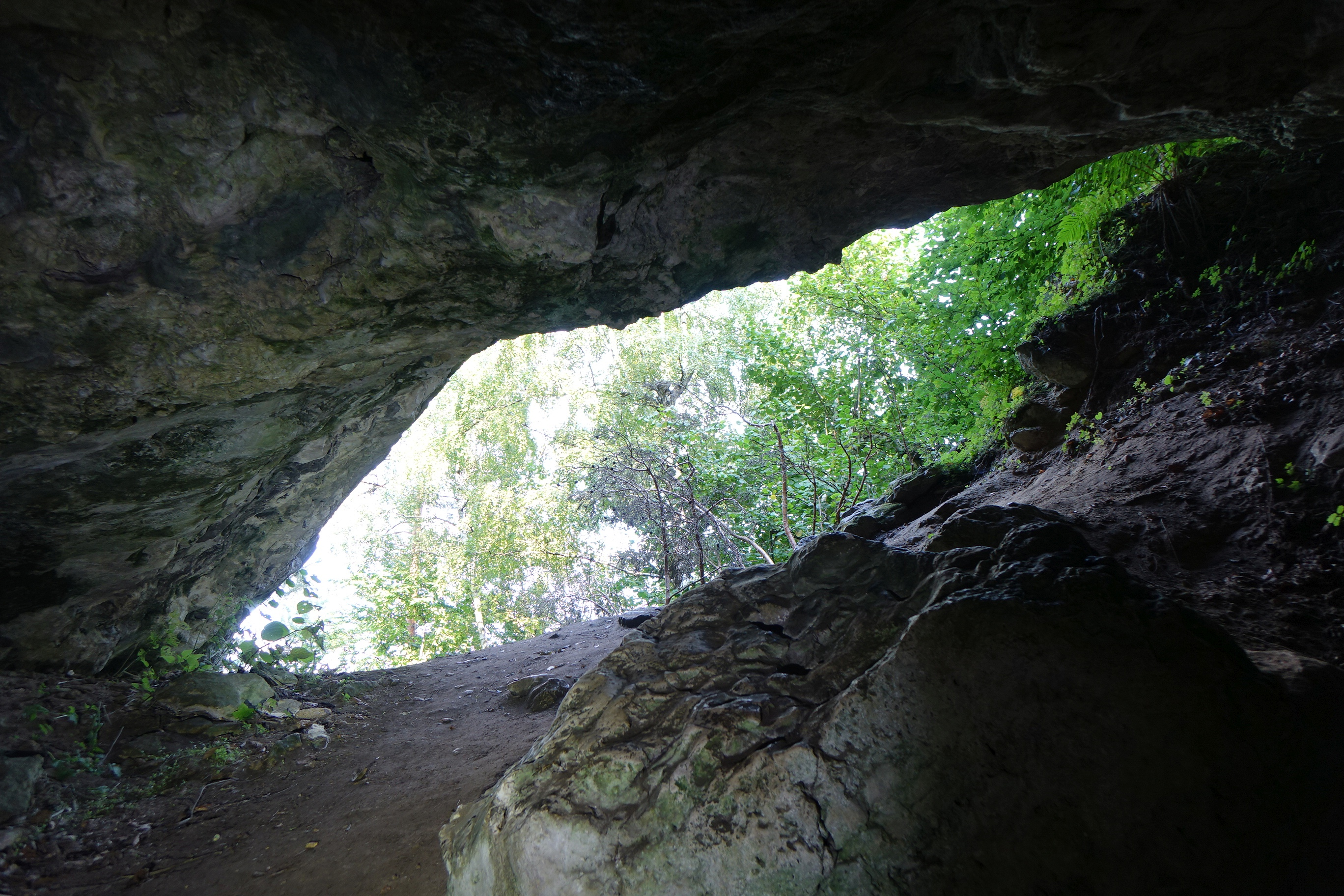
Widok ze wschodniej salki